# Mesrob II Mutafyan
Mesrob II Mutafyan (arménien : Մեսրոպ Բ. Մութաֆեան), né le 16 juin 1956 à Istanbul (Turquie) et mort le 8 mars 2019 dans la même ville, est le 84e primat du Patriarcat arménien de Constantinople (du 10 mars 1998 au 8 mars 2019).

## Biographie
Mesrob II Mutafyan a vécu des difficultés politiques avec le gouvernement turc.
En 2009, un diagnostic indique qu'il est atteint de la maladie d'Alzheimer. Il est mis à la retraite par le synode le 26 octobre 2016.

### Mort
Mesrob II Mutafyan est mort à Istanbul, à l'hôpital arménien Saint-Sauveur (en) le 8 mars 2019.